# بيترو جيرمي
بيترو جيرمي (بالإيطالية: Pietro Germi)‏ ؛ (14 سبتمبر 1914 - 5 ديسمبر 1974) ممثل ومخرج وكاتب سيناريو إيطالي. التحق لفترة وجيزة بالمدرسة البحرية قبل اتخاذ قرار بشأن مهنة في التمثيل، أخرج الفيلم الشهير للممثل الكبير مارسيلو ماسترويانى فيلم طلاق على الطراز الإيطالي وله عدة أفلام مهمة أخرى مثل حقائق القتل و مغوي ومهجور وغيرها الكثير.

## حياته
ولد جيرمي في جنوة، ليغوريا، لعائلة من الطبقة المتوسطة، درس التمثيل والإخراج في المركز التجريبي للتصوير السينمائي في روما. خلال فترة وجوده في المدرسة، دعم جيرمي نفسه من خلال العمل كممثل إضافي، ومساعد مخرج، وفي بعض الأحيان كاتب. ظهر جيرمي لأول مرة في الإخراج عام 1945 بفيلم الشهادة. وكانت أعماله المبكرة بها نمط الواقعية الجديدة الإيطالية وله العديد من الأعمال الدرامية الاجتماعية التي تناولت القضايا المعاصرة المتعلقة بأناس من التراث الصقلي.
على مر السنين، تحول جيرمي بعيدًا عن الدراما الاجتماعية نحو الكوميديا الساخرة، لكنه احتفظ بعنصره المحبوب من الشعب الصقلي. في الستينيات من القرن الماضي، لاقت أعمال جيرمي نجاحًا عالميًا مع أفلام مثل الطلاق، ومغوي ومهجور، والطيور والنحل والإيطاليون . ورشح لجائزة الأوسكار في كل من الإخراج والكتابة للطلاق، وفاز بعد ذلك في فئة الكتابة. كما فاز بالجائزة الكبرى في مهرجان كان السينمائي عن الطيور والنحل والإيطاليين . وفاز فيلمه «سيرافينو» عام 1968 بالجائزة الذهبية في مهرجان موسكو السينمائي الدولي السادس.
تعاون جرمي في سيناريوهات جميع الأفلام التي أخرجها وظهر كممثل في عدد قليل منها. توفي في روما من التهاب الكبد في 5 ديسمبر 1974.

## إخراج
| ر  | إسم الفيلم                           | سنة الصدور | ملاحظة                    |
| -- | ------------------------------------ | ---------- | ------------------------- |
| 1  | The Testimony                        | 1946       |                           |
| 2  | Lost Youth                           | 1948       |                           |
| 3  | In the Name of the Law               | 1949       |                           |
| 4  | Path of Hope                         | 1950       |                           |
| 5  | Four Ways Out                        | 1951       |                           |
| 6  | Mademoiselle Gobete                  | 1952       |                           |
| 7  | The Bandit of Tacca Del Lupo         | 1952       |                           |
| 8  | Jealousy                             | 1953       |                           |
| 9  | The Railroad Man                     | 1956       |                           |
| 10 | A Man of Straw                       | 1958       |                           |
| 11 | The Facts of Murder                  | 1959       |                           |
| 12 | Divorce Italian Style                | 1961       | بطولة :مارسيلو ماسترويانى |
| 13 | Seduced and Abandoned                | 1964       |                           |
| 14 | The Birds, the Bees and the Italians | 1966       |                           |
| 15 | The Climax                           | 1967       | تم إدخاله مهرجان كان      |
| 16 | Serafino                             | 1968       |                           |
| 17 | Mid-Century Loves                    | 1972       |                           |

شارك عام 1954 في إخراج Mid-Century Loves مع عدة مخرجين منهم المخرج الكبير روبرتو روسيليني

## وصلات خارجية
بيترو جيرمي على قاعدة بيانات الأفلام على الإنترنت